# Episodi di West Wing - Tutti gli uomini del Presidente (sesta stagione)
La sesta stagione della serie televisiva West Wing - Tutti gli uomini del Presidente, composta da 22 episodi, è andata in onda negli Stati Uniti su NBC dal 20 ottobre 2004 al 6 aprile 2005.
In Italia è stata trasmessa in prima visione su Steel dall'11 gennaio 2009 al 29 marzo 2009 e, per la prima volta in chiaro, su Rete 4 dal 31 maggio 2009 il sabato alle 06:30 e la domenica alle 06:00.
| nº | Titolo originale       | Titolo italiano             | Prima TV USA     | Prima TV Italia  |
| -- | ---------------------- | --------------------------- | ---------------- | ---------------- |
| 1  | NSF Thurmont           | Solo contro tutti           | 20 ottobre 2004  | 11 gennaio 2009  |
| 2  | The Birnam Woods       | Un'esile speranza           | 27 ottobre 2004  | 18 gennaio 2009  |
| 3  | Third Day Story        | La missione di pace         | 3 novembre 2004  | 18 gennaio 2009  |
| 4  | Liftoff                | I primi passi               | 10 novembre 2004 | 25 gennaio 2009  |
| 5  | The Hubbert Peak       | Risorse al limite           | 17 novembre 2004 | 25 gennaio 2009  |
| 6  | The Dover Test         | L'attentato                 | 24 novembre 2004 | 1º febbraio 2009 |
| 7  | A Change Is Gonna Come | La bandiera della discordia | 1º dicembre 2004 | 1º febbraio 2009 |
| 8  | In The Room            | In viaggio per la Cina      | 8 dicembre 2004  | 8 febbraio 2009  |
| 9  | Impact Winter          | Forze della natura          | 15 dicembre 2004 | 8 febbraio 2009  |
| 10 | Faith Based Initiative | Uno scambio inaccettabile   | 5 gennaio 2005   | 15 febbraio 2009 |
| 11 | Opposition Research    | Verità nascoste             | 12 gennaio 2005  | 15 febbraio 2009 |
| 12 | 365 Days               | 365 giorni                  | 19 gennaio 2005  | 22 febbraio 2009 |
| 13 | King Corn              | L'etanolo                   | 26 gennaio 2005  | 22 febbraio 2009 |
| 14 | The Wake Up Call       | Il compito di una statista  | 9 febbraio 2005  | 1º marzo 2009    |
| 15 | Freedonia              | Un vero dibattito           | 16 febbraio 2005 | 1º marzo 2009    |
| 16 | Drought Conditions     | Verità e sospetti           | 23 febbraio 2005 | 8 marzo 2009     |
| 17 | A Good Day             | Una buona giornata          | 2 marzo 2005     | 8 marzo 2009     |
| 18 | La Palabra             | Lo scandalo                 | 9 marzo 2005     | 15 marzo 2009    |
| 19 | Ninety Miles Away      | Novanta miglia di distanza  | 16 marzo 2005    | 15 marzo 2009    |
| 20 | In God We Trust        | Un sorriso per la stampa    | 23 marzo 2005    | 22 marzo 2009    |
| 21 | Things Fall Apart      | Una situazione critica      | 30 marzo 2005    | 22 marzo 2009    |
| 22 | 2162 Votes             | L'elemento sorpresa         | 6 aprile 2005    | 29 marzo 2009    |